# Nagybudafa
Koordináták: é. sz. 47,9912°, k. h. 17,4648°47.991200°N 17.464800°E
Nagybudafa (szlovákul Veľký Budín) Gelle településrésze, korábban önálló falu Szlovákiában, a Nagyszombati kerületben, a Dunaszerdahelyi járásban.
2011-ben 217 lakosa volt.

## Fekvése
Dunaszerdahelytől 12 km-re nyugatra fekszik.

## Története
Bethlen Gábor erdélyi fejedelem 1619-ben elfoglalta. Az 1626. évi pozsonyi békét követően II. Ferdinánd Kisbudafával együtt Bodófalvi Kánya Boldizsárnak, gróf Cseszneky Benedeknek és Patonyi Jakabnak adományozta.
Vályi András szerint "Kis, és Nagy Budafa. Elegyes faluk Posony Vármegyében, birtokosai külömbféle Urak, lakosai katolikusok, fekszenek a’ Csaloközben, Egyház Gellének szomszédságában, határjaik néhol soványasok, tulajdonságai hasonlítanak Egyházas Gelléhez, második Osztálybéliek."
Fényes Elek szerint "Budafa (Nagy), magyar falu, Pozson vgyében, igen közel az előbbeni helységhez. Számlál 179 kath., 4 zsidó lak. Ékesiti T. Vermes Vincze úr uj csinos lakháza és kertje. Szántóföldjei termékenyek; legelője elég; de rétben, fában szükséget szenved. F. u. a Vermes fam."
1910-ben 151, túlnyomórészt magyar lakosa volt. A trianoni békeszerződésig Pozsony vármegye Dunaszerdahelyi járásához tartozott.